# Audiobuch (Verlag)

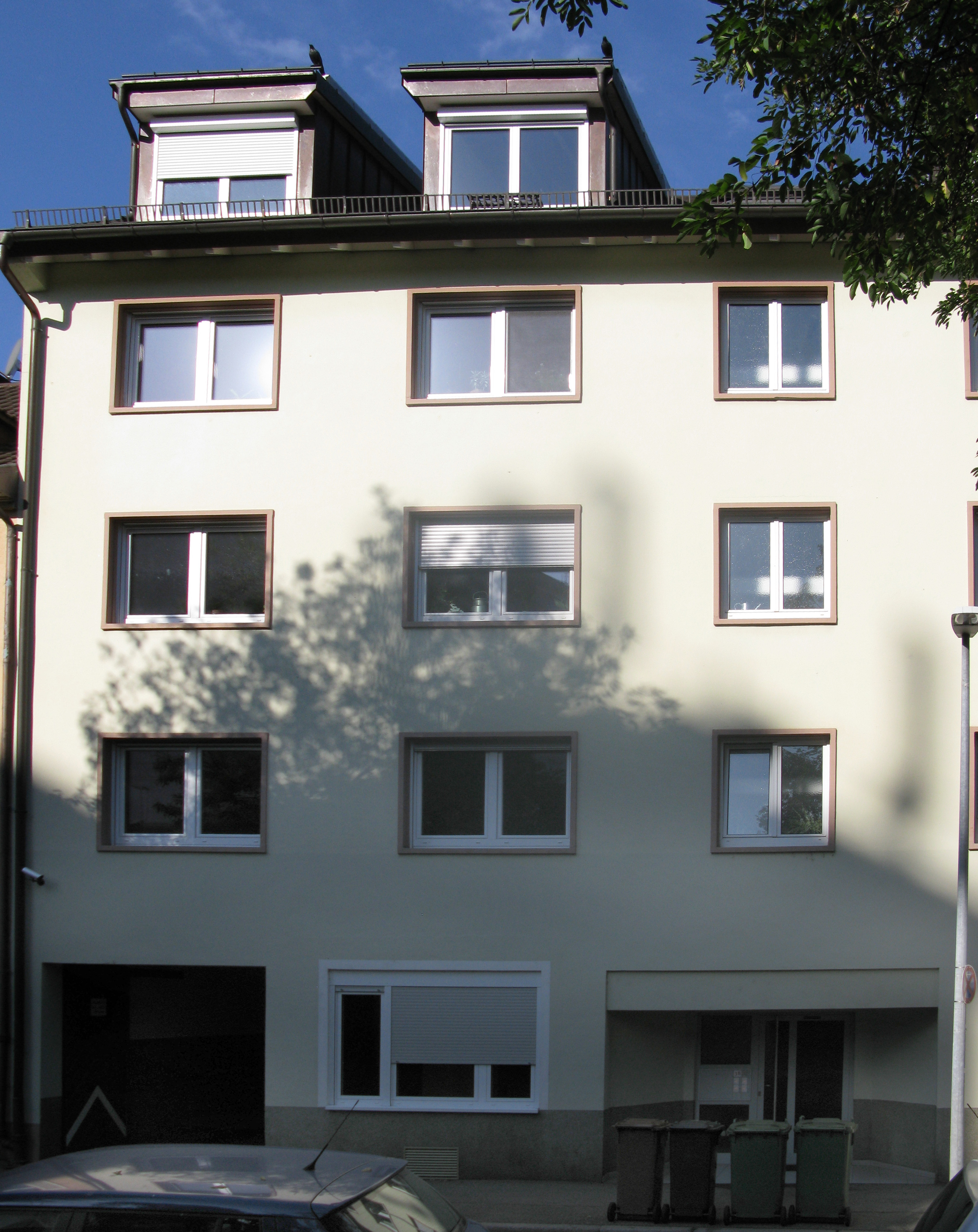
Sitz von Audiobuch in der Kandelstraße in Freiburg

Verlagslogo

Audiobuch ist ein Hörbuchverlag mit Sitz in Freiburg im Breisgau und gehört zu den größten Hörbuchverlagen in Deutschland.

## Geschichte
Das Unternehmen wurde im Jahr 1994 von Corinna Zimber in Freiburg  gegründet. Die Geschäftstätigkeit lag zuerst auf dem Versandhandel für Hörbücher, woraus sich  ein Hörbuchverlag entwickelte. Zu Beginn des Jahres 2003 kam als neuer Partner und Gesellschafter Matern Freiherr Marschall von Bieberstein hinzu. Seit seinem Engagement als Bundestagsabgeordneter ist Marschall nur noch Mitinhaber. Seine Rolle hat Maik Reumann (Vertrieb) übernommen.

## Programm
Im Jahre 2011 umfasst das Verlagsprogramm etwa 400 lieferbare Titel und besteht überwiegend aus Eigenproduktionen, zu denen auch Rundfunk-Übernahmen hinzukommen.
Zu den Sprechern gehören Frank Arnold, Christian Brückner, Christian Berkel, Mathieu Carrière, Heikko Deutschmann, Andreas Fröhlich, Hubertus Gertzen, Imogen Kogge, Ulrich Matthes, Franziska Pigulla, Christian Rode, Andrea Sawatzki, Johannes Steck, Anna Thalbach, Janina Sachau und Doris Wolters.
Das Spektrum der Themen umfasst Kriminalromane und Thriller, moderne Weltliteratur, Klassiker, Lyrik, Sachbücher und humorvolle Unterhaltung. Weiterhin gibt der Verlag Geschenkhörbücher und den Audiobuch-Adventskalender heraus.

## Bekannte Hörbücher
- „Rilke-Engellieder“, Sprecher: Anna Thalbach, Johannes Steck
- „Hausschatz deutscher Dichtung“, Sprecher: Frank Arnold, Christian Brückner, Mathieu Carrière, Ulrich Matthes, Christian Rode, Janina Sachau, Anna Thalbach, Doris Wolters
- Götz Werner, „Das bedingungslose Grundeinkommen“, ein Vortrag
- Gisbert Haefs, „Das Triumvirat“, Sprecher: H. Korte, P. Passetti, H. Trixner, H. Leipnitz, eine Produktion des WDR
- Ilija Trojanow, „Der Weltensammler“, Sprecher: Frank Arnold, eine Koproduktion mit dem RBB